# Барциці-Дрвалевські
Барциці-Дрвалевські (пол. Barcice Drwalewskie) — село в Польщі, у гміні Хинув Груєцького повіту Мазовецького воєводства.
Населення — 189 осіб (2011).
У 1975-1998 роках село належало до Радомського воєводства.

## Демографія
Демографічна структура станом на 31 березня 2011 року:
|          | Загалом | Допрацездатний вік | Працездатний вік | Постпрацездатний вік |
| -------- | ------- | ------------------ | ---------------- | -------------------- |
| Чоловіки | 93      | 18                 | 62               | 13                   |
| Жінки    | 96      | 25                 | 49               | 22                   |
| Разом    | 189     | 43                 | 111              | 35                   |